# Австрийская Ривьера

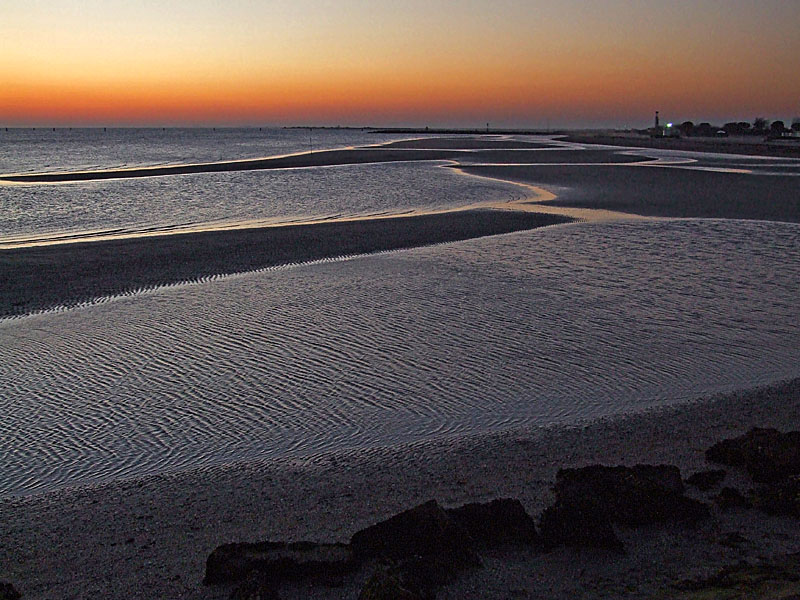
Берег Адриатического моря близ Градо

Австрийская Ривьера (нем. Österreichische Riviera, итал. Riviera Austriaca, слов. Avstrijska riviera) — распространённое в конце XIX — начале XX веков обозначение прибрежной полосы Австрийского Приморья.
Главный город — Триест — вошёл в состав габсбургской монархии ещё в XIV веке и к середине XIX века превратился в крупнейший торговый порт и кораблестроительный центр Австро-Венгрии. В зимние месяцы сюда всё чаще перемещались сливки столичного общества, особенно после завершения строительства Южной железной дороги (ит.), соединившей Триест с Веной.
Эрцгерцог Максимилиан построил в 1860 г. приморский замок Мирамаре, другие члены императорского семейства предпочитали отдых на острове Лошинь, австрийцы попроще — песчаные пляжи на Бриони. Вслед за ними на юг потянулись и представители других национальностей, в том числе представители творческой интеллигенции. Джеймс Джойс дописывал свой «Улисс» в Триесте, а «Дуинские элегии» были созданы Рильке в одноимённом замке под городом.
По итогам мировых войн Австрийская Ривьера была разделена между Италией и Югославией (подробнее см. Юлийская Крайна). Поскольку итальянцы уже имели собственный «лазурный берег» в Лигурии, то «восточная ривьера», не выдержав конкуренции, постепенно пришла в упадок. Австрийцы стали называть своей ривьерой озёрную страну вокруг Вёртер-Зе в Каринтии.